# Berge (Hiszpania)
Berge – gmina w Hiszpanii, w prowincji Teruel, w Aragonii, o powierzchni 42,64 km². W 2011 roku gmina liczyła 254 mieszkańców.